# Monster Beverage
Monster Beverage Corporation  est une société américaine de boisson spécialisée dans les boissons énergisantes, notamment sous les marques Monster Energy, Relentless et Burn. L'entreprise a été fondée en 1935 sous le nom de Hansen's dans le sud de la Californie, et vendait des produits à base de jus. Elle s'est rebaptisée Monster Beverage en 2012, et a vendu en 2015 ses marques de jus, sodas et autres boissons non énergétiques à The Coca-Cola Company. 
En mai 2012, Monster détenait près de 35% du marché américain des boissons énergisantes estimée à 31,9 milliards d'USD.

## Historique
La société Hansen a été fondée en 1935 par Hubert Hansen et ses trois fils qui ont commencé à vendre du jus aux studios de cinéma et aux détaillants du sud de la Californie. Dans les années 1970, Tim Hansen (petit-fils d'Hubert) a développé et commercialisé une gamme de sodas et de jus de fruits, également sous la marque Hansen. 
La société est devenue Hansen's Juices, puis la Fresh Juice Company of California. L'usine construite à Los Angeles en 1946 a été utilisée jusqu'en 1993 au profit d'une nouvelle usine Azusa, en Californie, en 1993.  
En 1988, l’entreprise familiale dépose le bilan et est achetée par la California CoPackers Corporation qui la renomme Hansen Natural Company.  
En 1998, la société déménage d'Anaheim, en Californie, pour Corona, en Californie .  
Le 5 janvier 2012, les actionnaires acceptent de changer le nom de la société pour Monster Beverage Corporation, sous le nouveau symbole NYSE : MNST et une doublement du nombre d'actions à 240 000 000. 
En mai 2001, Hansen's achète l'activité de boissons Junior Juice, des jus de fruits destinés aux tout-petits et aux enfants d'âge préscolaire  La marque a été créée en 1991 par McCain Foods, et vendue au Pasco Beverage Group en 2000. Hansen a remplacé les quatre mascottes originales, Oncle Froggy, Emily la Souris, Ronald Rabbit et Nick le Renard, par Clifford the Big Red Dog . 
En avril 2008, à la suite de la décision de la Food and Drug Administration d'interdire la mention  «naturels» sur les produits contenant du sirop de maïs à haute teneur en fructose, la Hansen's Natural Corporation annonce l'utilisation du sucre de canne à la place. 
Le 14 août 2014, la Coca-Cola Company et Monster Beverage signent un accord dans lequel Coca-Cola achète 16,7 % de Monster Beverage pour 2,15 milliards d'USD. Le reste de l'accord concerne des transferts d'activités, Monster Beverages prenant les activités de boissons énergisantes de Coca-Cola comme NOS, Burn, Full Throttle et Relentless tandis que Coca-Cola prenant les boissons non énergisantes dont des jus et sodas Hansen's, de la limonade Hubert, des sodas Blue Sky, du Peace Tea,,. La transaction est finalisée le 16 juin 2015. Cette participation est depuis passée à 19,36% en raison des rachats d'actions menés par Monster Beverage Corp.   
Le 1er décembre 2016, la NASCAR annonce un accord pluriannuel qui fait de Monster Energy le troisième sponsor de l'histoire de la NASCAR Cup Series. Cependant, cet accord a pris fin après la saison de course 2019 et la série sera simplement connue sous le nom de «NASCAR Cup Series» à partir de 2020. 
Le 9 novembre 2018, Coca-Cola Company annonce le lancement de deux boissons énergisantes sous la marque Coca-Cola. Mais cela engendre un désaccord entre les deux entreprises au regard de l'accord signé avec Monster Beverage en 2015 qui stipulait l'interdiction de production ce type de boisson par Coca-Cola, exception faite de la marque Coca-Cola.   
En janvier 2022, Monster Beverage annonce l'acquisition pour 330 millions de dollars de CANarchy Craft Brewery, une brasserie indépendante ayant 900 employés, mais en ne reprenant pas les points de restaurations CANarchy.

## Finances
Pour l'exercice 2017, Monster Beverage a déclaré un bénéfice de 821 millions d'USD, avec un chiffre d'affaires annuel de 3,369 milliards d'USD, soit une augmentation de 10,5% par rapport au cycle fiscal précédent. Les actions de Monster Beverage se négociaient à plus de 51 dollars par action et sa capitalisation boursière était évaluée à 29,9 milliards de dollars EU en novembre 2018. 
| Année | Chiffre d'affaires (millions USD) | Revenu net (millions USD) | Actif total (millions USD) | Prix par action (USD) | Employés |
| ----- | --------------------------------- | ------------------------- | -------------------------- | --------------------- | -------- |
| 2005  | 349                               | 63                        | 164                        | 1,75                  |          |
| 2006  | 606                               | 98                        | 308                        | 5,49                  |          |
| 2007  | 904                               | 149                       | 545                        | 7,30                  |          |
| 2008  | 1 034                             | 108                       | 762                        | 5,27                  |          |
| 2009  | 1 143                             | 209                       | 800                        | 5,81                  |          |
| 2010  | 1 304                             | 212                       | 1 147                      | 7,36                  |          |
| 2011  | 1 703                             | 286                       | 1 362                      | 12,44                 |          |
| 2012  | 2 061                             | 340                       | 1 043                      | 19,77                 |          |
| 2013  | 2 246                             | 339                       | 1 421                      | 18,65                 | 1 571    |
| 2014  | 2 465                             | 483                       | 1 939                      | 26,79                 | 1 538    |
| 2015  | 2 723                             | 547                       | 5 571                      | 45,46                 | 1 659    |
| 2016  | 3 049                             | 713                       | 4 153                      | 47,66                 | 1 836    |
| 2017  | 3 369                             | 821                       | 4 791                      | 51,69                 | 2 114    |

## Produits
- Monster Energy
- Relentless
- Full Throttle
- NOS
- Mother
- Burn
- Predator
- Reign[21]